# Barrière thermique
 (mai 2008).
Si vous disposez d'ouvrages ou d'articles de référence ou si vous connaissez des sites web de qualité traitant du thème abordé ici, merci de compléter l'article en donnant les références utiles à sa vérifiabilité et en les liant à la section « Notes et références ».

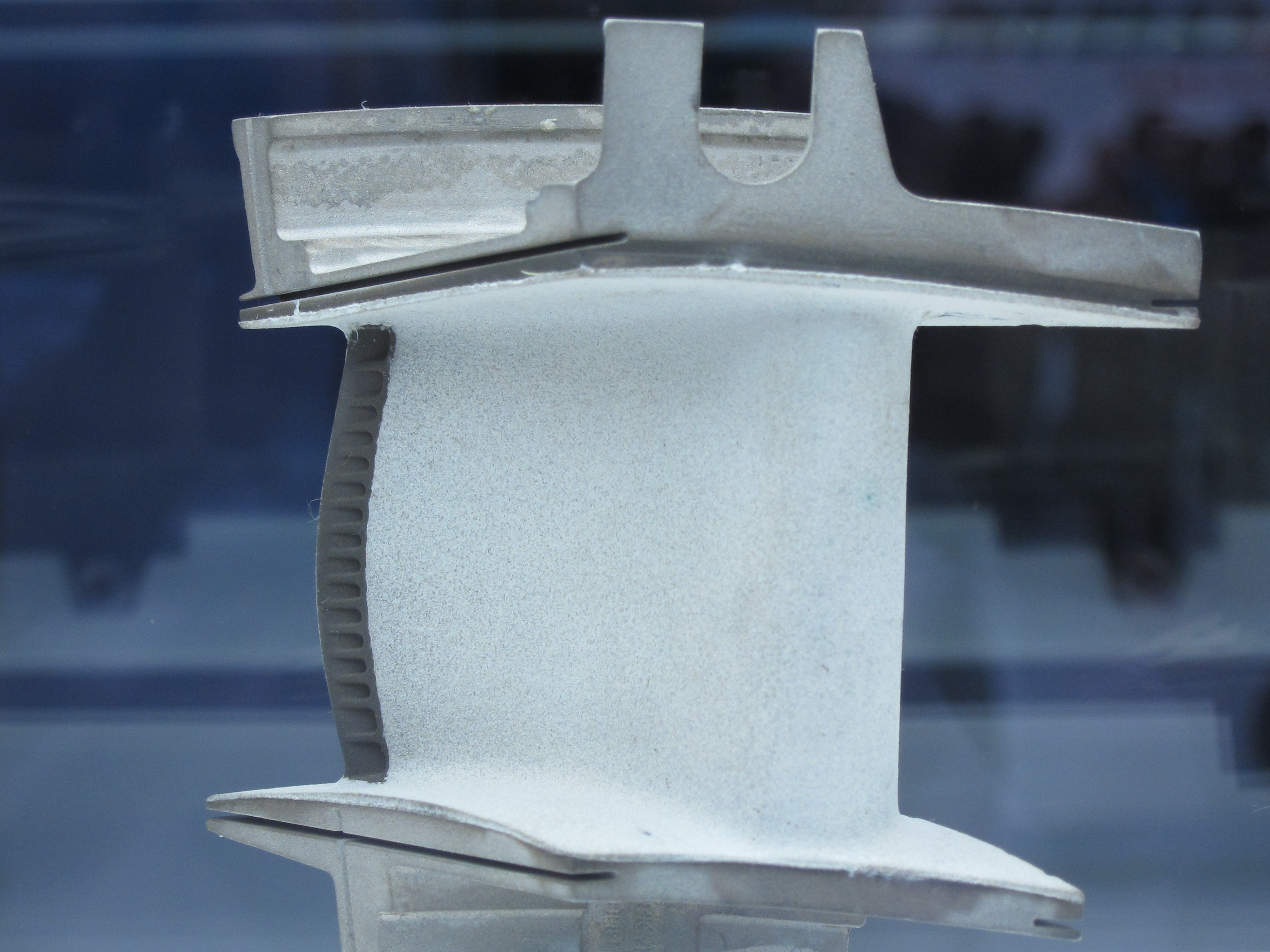

Les systèmes barrières thermiques sont des revêtements en plusieurs couches déposées sur les pièces chaudes des turbomachines pour les isoler des gaz à très hautes températures. C’est la dernière technologie (cinquième depuis l’invention du turboréacteur) opérationnelle sur les moteurs, mais elle est encore étudiée et n'est pas pleinement exploitée.

## Historique
Le rendement thermodynamique d’un réacteur dépend de la température des gaz produits. Contrairement à un moteur à piston où la combustion est intermittente, dans un réacteur les gaz chauds sont produits d’une manière continue, partant de la chambre à combustion, traversent les roues aubées, puis sont canalisés à travers la tuyère vers l’extérieur.
Les aubes des turbines se trouvent alors sévèrement contraintes thermiquement et cycliquement. À cela s’ajoutent des contraintes mécaniques produites par les champs de pression d’une part et les forces centrifuges dues aux vitesses de rotation élevées ; la corrosion par des sulfates portés à 850 °C et l’oxydation au-delà de 1 000 °C.
Depuis l’apparition du réacteur durant la Seconde Guerre mondiale, on a cherché à augmenter la température des gaz en recourant à des alliages de plus en plus résistants aux hautes températures (fluage). On a introduit les alliages à base de nickel qui exhibent de bonnes caractéristiques de fluage jusqu'à environ 950 °C. L’étape suivante a été l’introduction des aubes en alliages à structure à solidification dirigée (1 000 °C), puis en monocristal (1 100 °C).
Dans les années 1960 sont apparues les aubes refroidies, de l’intérieur, par un débit d’air prélevé du compresseur.
Les revêtements céramiques isolants, ou barrières thermiques (thermal barrier coatings, TBC), exploités durant les années 1990, ont permis d’autres progrès, grâce à leurs caractéristiques de résistance aux hautes températures ; des températures d’environ 1 200 °C ont été atteintes sur les surfaces des aubes. Les céramiques sont généralement de mauvais conducteurs de l’électricité et de la chaleur ; on les utilise fréquemment comme diélectriques et comme isolants thermiques. Leurs températures de fusion sont très élevées. Ces caractéristiques exigent leur élaboration par frittage pour les pièces ; les revêtements en céramique sont déposés par plusieurs techniques.
L’ensemble de ces technologies permet le fonctionnement avec des gaz chauffés à plus de 1 500 °C autour des aubes.

## Les revêtements en céramiques
Généralement, la composition des films isolants est l’alumine Al2O3, la magnésie MgO, ou très souvent la zircone ZrO2. La zircone yttriée possède une très faible conductivité thermique par rapport aux autres oxydes, environ 2 W/mK, et un coefficient de dilatation élevé, caractéristiques exigées sur les revêtements pour aubes ; les coefficients de dilatation du revêtement et du matériau de base doivent être, idéalement, égaux.
Plusieurs procédés de dépôt de couches minces en céramiques ont été développés. Sur les aubes de turbines, on utilise les procédés de dépôt par projection plasma (à air) et les dépôts en phase vapeur.
La technique de projection plasma consiste à fondre une poudre puis à la projeter sur le substrat à l’aide d’un courant gazeux. Elle est appliquée sur les aubes fixes moins chargées car, comparativement à la seconde technique, le revêtement produit possède une résistance à la microfissure plus faible.
Le dépôt (physique) en phase vapeur consiste à produire une phase gazeuse par évaporation puis son transport vers le substrat sous pression réduite. Il produit une morphologie poreuse et colonnaire (colonnes perpendiculaires au substrat) qui produit une conductivité thermique plus élevée que celle obtenue par la technique plasma, mais une meilleure résistance aux contraintes thermomécaniques due à la présence de pores intercolonnes ; d’où son application pour les aubes mobiles très chargées.

## Systèmes barrières thermiques
En pratique, sur les aubes de turbines, les revêtements isolants sont constitués de plusieurs matériaux formant un « système barrière thermique ». En effet, la diversité des phénomènes d’endommagement rencontrés (érosion, corrosion, oxydation, fatigue thermique, chaleur intense) a imposé le recours à un revêtement de trois couches, chacune assurant une fonction.
La couche externe exposée aux gaz chauds a pour fonction principale l’isolation thermique ; elle est faite de zircone stabilisée à l'oxyde d'yttrium (ZrO2 + 6-8 % masse Y2O3) déposée par évaporation pour ses qualités de résistance aux contraintes thermomécaniques. D’une épaisseur moyenne de 150 microns, cette couche céramique poreuse a été choisie pour sa très faible conductivité thermique (~ 1,5 W/mK) et son coefficient de dilatation élevé. Cette première couche permet des différences de température de l’ordre de 100 °C.
Une couche intermédiaire, l’alumine, très fine (environ 7 microns), a pour fonction principale la protection contre l’oxydation du matériau de base de l’aube, le superalliage. En effet la couche externe est perméable à l’oxygène des gaz chauds.
La couche de liaison, épaisse de 50 à 100 microns et en alliage NiAl(Pt), a pour fonction principale la production et le maintien de la couche intermédiaire. C’est une sorte de réservoir d’aluminium. Au départ, l’alumine n’existe pas, elle est initiée par un traitement thermique.
La principale raison d’endommagement des couches provient de la différence importante des coefficients de dilatation des trois couches, particulièrement entre l’alumine et la couche de liaison. Des contraintes de compression apparaissent sur l’alumine, qui se traduisent, à l’interface alumine-couche liaison, par des contraintes de traction responsables d’un phénomène de décollement de la couche d’alumine appelé « rumpling ». C’est l’évolution de ces défauts qui ruine l’ensemble de la barrière. De plus, la microstructure de la couche de liaison évolue par des phénomènes de diffusion avec le superalliage, rendant son analyse difficile.
La technologie thermal barrier coatings (TBC) est encore étudiée et n’est pas pleinement exploitée. La difficulté se situe au niveau de la physique du comportement thermomécanique de la couche de liaison, au sujet laquelle des travaux d’expérimentations sont nécessaires. Les développements futurs passeront par la recherche d’autres céramiques pour la couche externe, car la zircone évolue morphologiquement et est limitée en température par des phénomènes de diffusion propres au frittage. Ils passeront aussi par des systèmes TBC plus élaborés faits de plusieurs couches.